# Conflans-sur-Anille
Conflans-sur-Anille é uma comuna francesa na região administrativa do País do Loire, no departamento de Sarthe. Estende-se por uma área de 31 km². Em 2010 a comuna tinha 508 habitantes (densidade: 16,4 hab./km²).